# Cyrus le Jeune
Cyrus le Jeune, en grec ancien Κῦρος / Kyros, en vieux perse Kurach, né en -424, mort en -401, est un prince perse et un général appartenant à la dynastie achéménide.
Fils de Darius II et de Parysatis, il naît peu après l'accession au trône de son père.

## Vie privée
Cyrus entretenait de nombreuses courtisanes et avait des relations adultérines avec des femmes de rois comme celle du roi de Cilicie. Il aima aussi une Grecque appelée Miltos, issue de Phocée, fille d'Hermotimos, qu'il fit surnommer Aspasie en l'honneur de la célèbre femme de Périclès.

## Vie politique
En -408, il reçoit les satrapies de Lydie, de Phrygie et de Cappadoce, ainsi que le commandement des armées perses d'Asie Mineure. Il mène une politique pro-spartiate, au détriment d'Athènes.
Préféré par sa mère à son frère, le futur Artaxerxès II, il envisage très tôt de revendiquer le trône pour lui-même à la mort de son père. À cette fin, il compte s'appuyer sur Sparte. Séduit par le personnage de Lysandre, nommé navarque au début de -407, il lui apporte son appui dans la guerre du Péloponnèse, augmentant l'aide de 500 talents offerts de la part de Darius II. Cette somme, portant la solde des matelots spartiates de trois à quatre oboles, permet de débaucher les équipages ennemis, payés plus chichement. Quand Lysandre est remplacé en -406 par Callicratidas, Cyrus manifeste son mécontentement et refuse de financer l'armée spartiate dans un premier temps. Après la défaite des îles Arginuses où Callicratidas trouve la mort, Cyrus fait revenir Lysandre qui remporte la victoire navale d'Aigos Potamos en -405.
En -404, Darius II tombe malade et meurt. Artaxerxès II monte sur le trône. Tissapherne, satrape de Carie, dénonce alors les plans de Cyrus contre son frère, mais grâce à l'intercession de sa mère Parysatis, il est pardonné. Il ne s'arrête pas à cette tentative avortée, pourtant : il rassemble des troupes sous couvert d'une querelle avec Tissapherne, et d'une expédition contre une tribu montagnarde du Taurus. Malgré la chute de Lysandre en -403, il est soutenu en sous-main par Sparte. Cléarque, partisan de Lysandre, condamné à mort pour des atrocités commises pendant son gouvernorat de Byzance, gagne la Chersonèse de Thrace et rassemble une armée de mercenaires. De son côté, Ménon de Pharsale fait de même en Thessalie.
Au printemps -401, Cyrus réunit ses armées et quitte Sardes. Prévenu au dernier moment par Tissapherne, Artaxerxès II rassemble lui aussi ses troupes, et devant Babylone, en octobre, a lieu la bataille de Counaxa. Cyrus aligne 10 400 hoplites et 2 500 peltastes, plus ses troupes asiatiques, évaluées par Xénophon à 100 000, chiffre bien exagéré. On peut plutôt estimer à 30 000 le nombre total d'hommes pour Cyrus, et 40 000 pour Artaxerxès. Cyrus est tué dans la bataille et les troupes perses entraînent les Grecs dans un piège en les amenant au centre du pays, au-delà du Tigre. Cléarque est capturé et tué, laissant l'expédition grecque sans chefs, au beau milieu d'un pays ennemi. Ils réussissent néanmoins, en élisant de nouveaux chefs, à regagner le Pont-Euxin. C'est la célèbre retraite des Dix Mille, racontée par Xénophon, l'un des chefs, dans son Anabase.
La vie de Cyrus est décrite par Xénophon dans l'Anabase, ainsi que par Plutarque dans ses Vies parallèles. Cyrus est bien considéré par les anciens qui le voyaient comme plus énergique, volontaire et compétent – à la fois comme homme d'État et comme général – que son frère Artaxerxès II.